# Le avventure di Jonny Quest
Le avventure di Jonny Quest (The Real Adventures of Jonny Quest) è una serie televisiva animata statunitense del 1996, prodotta dalla Hanna-Barbera.
Seguito delle serie Jonny Quest e The New Adventures of Jonny Quest, presenta gli avventurieri adolescenti Jonny Quest, Hadji Singh e Jessie Bannon mentre accompagnano il dottor Benton Quest e la guardia del corpo Race Bannon per indagare su strani fenomeni, leggende e misteri in luoghi esotici, oltre al regno virtuale di QuestWorld, un dominio cyberspazio tridimensionale reso tale con l'animazione al computer. Concepito all'inizio degli anni '90, Le avventure di Jonny Quest ha subito uno sviluppo lungo e travagliato.
Nel 1996, Hanna-Barbera ha licenziato il creatore Peter Lawrence e ha assunto nuovi produttori per finire la serie. John Eng e Cosmo Anzilotti hanno completato il lavoro di Lawrence, mentre David Lipman, Davis Doi e Larry Houston hanno scritto nuovi episodi con character design rielaborati simili a quelli della serie originale Jonny Quest. Ogni team di produzione ha prodotto metà dei cinquantadue episodi della serie. Mentre il team di Lawrence creava storie di mistero ed esplorazioni nel mondo reale, gli scrittori successivi usavano trame di fantascienza e paranormali. Turner Broadcasting System ha supportato la serie attraverso una massiccia campagna di marketing con trentatré licenziatari.
La serie è stata trasmessa per la prima volta negli Stati Uniti su Cartoon Network dal 26 agosto 1996 al 16 aprile 1997, per un totale di 52 episodi ripartiti su una stagione. In Italia la serie è stata trasmessa su Rai 1, all'interno del programma contenitore Solletico, dal 7 ottobre 1996 col titolo Le incredibili avventure di Jonny Quest.

## Trama
La famiglia Quest si imbarca in una serie di nuove scoperte e avventure e combatte tre pericolosi avversari: il malvagio scienziato Dott. Jeremiah Surd, il vendicativo ex agente governativo Ezekiel Rage e l'arcirivale del Dott. Quest, il Dott. Zin.

## Episodi
| Stagione         | Episodi | Prima TV USA | Prima TV Italia |
| ---------------- | ------- | ------------ | --------------- |
| Prima stagione   | 26      | 1996-1997    | 1996            |
| Seconda stagione | 26      | 1996-1997    | 1996            |

## Personaggi e doppiatori
- Jonathan "Jonny" Quest (stagioni 1-2), voce originale di J.D Roth (st. 1) Quinton Flynn (st. 2), italiana di Gianluca Storelli.
- Hadji Quest (stagioni 1-2), voce originale di Michael Benyaer (st.1) e Rob Paulsen (st. 2), italiana di Stefano Onofri.
- Jessica "Jessie" Bannon (stagioni 1-2), voce originale di Jesse Douglas (st. 1) e Jennifer Hale (st. 2), italiana di Laura Lenghi.
- Race Bannon (stagioni 1-2), voce originale di Robert Patrick (st. 1), Granville Van Dusen e Robert Foxworth (st. 2), italiana di Giuliano Santi.
- Dott. Benton C. Quest, voce originale di George Segal (st. 1) e John de Lancie (st. 2), italiana di Rino Bolognesi.
- Bandit (stagioni 1-2), voce originale di Frank Welker.
- Jeremiah Surd (stagioni 1-2), voce originale di Frank Welker, italiana di Oreste Rizzini.